# أوكسانا أكينشينا
أوكسانا أكينشينا (الروسية: Оксана Александровна Акиньшина) هي ممثلة روسية، ولدت في 19 أبريل 1987 بسانت بطرسبرغ في روسيا. بدأت مشوارها المهني سنة 2000.

## أعمال

### أفلام
- (2004) سيادة بورن

## وصلات خارجية
- أوكسانا أكينشينا على موقع IMDb (الإنجليزية)
- أوكسانا أكينشينا على موقع قاعدة بيانات الأفلام العربية
- أوكسانا أكينشينا على موقع ألو سيني (الفرنسية)
- أوكسانا أكينشينا على موقع أول موفي (الإنجليزية)
- أوكسانا أكينشينا على موقع قاعدة بيانات الأفلام السويدية (السويدية)
- أوكسانا أكينشينا على موقع قاعدة بيانات الفيلم (الإنجليزية)
- أوكسانا أكينشينا على موقع كينوبويسك (الروسية)